# Faro de San Cristóbal (Villanueva y Geltrú)
El faro de San Cristóbal (en catalán de Sant Cristòfol) es un faro situado cerca de la playa de punta Sant Cristòfol, en Villanueva y Geltrú, provincia de Barcelona, Cataluña, España. Está gestionado por la autoridad portuaria del Puerto de Barcelona.

## Historia
Fue inaugurado en 1866 con una óptica de 5º orden y una lámpara de aceite de oliva. Unos años más tarde se decidió proyectar una nueva torre, encendiéndose el nuevo faro en 1905. En 1918 se electrificó, pero durante la Guerra Civil tuvo que apagarse.